# Oz Bilu
Oz Bilu (in ebraico עוז בילו‎?; Rishon LeZion, 16 gennaio 2001) è un calciatore israeliano, attaccante del Maccabi Netanya.

## Carriera

### Club
Cresciuto nel settore giovanile dell'Ashdod, esordisce in prima squadra il 2 maggio 2020 disputando l'incontro di Ligat ha'Al vinto per 3-2 contro l'Hapoel Ra'anana; nella stagione 2021-2022 ha anche esordito nelle competizioni UEFA per club, giocando 2 partite nei turni preliminari di Conference League.

### Nazionale
Nel 2021 ha esordito con la nazionale israeliana Under-21.

## Statistiche

### Presenze e reti nei club
Statistiche aggiornate al 26 settembre 2022.
| Stagione        | Squadra         | Campionato      | Campionato | Campionato | Coppe nazionali | Coppe nazionali | Coppe nazionali | Coppe continentali | Coppe continentali | Coppe continentali | Altre coppe | Altre coppe | Altre coppe | Totale | Totale |
| Stagione        | Squadra         | Comp            | Pres       | Reti       | Comp            | Pres            | Reti            | Comp               | Pres               | Reti               | Comp        | Pres        | Reti        | Pres   | Reti   |
| --------------- | --------------- | --------------- | ---------- | ---------- | --------------- | --------------- | --------------- | ------------------ | ------------------ | ------------------ | ----------- | ----------- | ----------- | ------ | ------ |
| 2019-2020       | Ashdod          | LhA             | 6          | 0          | CI+TC           | 0               | 0               |                    | -                  | -                  |             | -           | -           | 6      | 0      |
| 2020-2021       | Ashdod          | LhA             | 20         | 1          | CI+TC           | 2+1             | 0               |                    | -                  | -                  |             | -           | -           | 23     | 1      |
| 2021-2022       | Ashdod          | LhA             | 30         | 4          | CI+TC           | 1+0             | 0               | UECL               | 2                  | 0                  |             | -           | -           | 35     | 4      |
| 2022-2023       | Ashdod          | LhA             | 5          | 0          | CI+TC           | 0+3             | 0               |                    | -                  | -                  |             | -           | -           | 8      | 0      |
| Totale Ashdod   | Totale Ashdod   | Totale Ashdod   | 61         | 5          |                 | 7               | 0               |                    | 2                  | 0                  |             | -           | -           | 70     | 5      |
| Totale carriera | Totale carriera | Totale carriera | 61         | 5          |                 | 7               | 0               |                    | 2                  | 0                  |             | -           | -           | 70     | 5      |

### Cronologia presenze e reti in nazionale
| Cronologia completa delle presenze e delle reti in nazionale ― Israele under 21 | Cronologia completa delle presenze e delle reti in nazionale ― Israele under 21 | Cronologia completa delle presenze e delle reti in nazionale ― Israele under 21 | Cronologia completa delle presenze e delle reti in nazionale ― Israele under 21 | Cronologia completa delle presenze e delle reti in nazionale ― Israele under 21 | Cronologia completa delle presenze e delle reti in nazionale ― Israele under 21 | Cronologia completa delle presenze e delle reti in nazionale ― Israele under 21 | Cronologia completa delle presenze e delle reti in nazionale ― Israele under 21 |
| Data                                                                            | Città                                                                           | In casa                                                                         | Risultato                                                                       | Ospiti                                                                          | Competizione                                                                    | Reti                                                                            | Note                                                                            |
| ------------------------------------------------------------------------------- | ------------------------------------------------------------------------------- | ------------------------------------------------------------------------------- | ------------------------------------------------------------------------------- | ------------------------------------------------------------------------------- | ------------------------------------------------------------------------------- | ------------------------------------------------------------------------------- | ------------------------------------------------------------------------------- |
| 12-10-2021                                                                      | Petah Tiqwa                                                                     | Israele under 21                                                                | 2 – 1                                                                           | Lettonia under 21                                                               | Qual. Europeo Under-21 2023                                                     | -                                                                               | 58’                                                                             |
| 11-11-2021                                                                      | Serravalle                                                                      | San Marino under 21                                                             | 0 – 4                                                                           | Israele under 21                                                                | Qual. Europeo Under-21 2023                                                     | 1                                                                               | 78’                                                                             |
| 16-11-2021                                                                      | Petah Tiqwa                                                                     | Israele under 21                                                                | 3 – 0                                                                           | Ungheria under 21                                                               | Qual. Europeo Under-21 2023                                                     | -                                                                               | 58’                                                                             |
| Totale                                                                          |                                                                                 | Presenze                                                                        | 3                                                                               |                                                                                 | Reti                                                                            | 1                                                                               |                                                                                 |